# 여의2교
여의2교(汝矣2橋)는 서울특별시 영등포구 영등포동7가 94번지와 여의도동 18번지 사이를 잇는 여의도샛강의 교량이다. 그러나 이 교량은 영등포 원도심과 국회의사당을 서로 이어주는 다리이기도 하며, 다리의 이름은 여의도에서 유래한 것으로 보인다. 1990년 2월 26일 극동건설에 의해 준공 및 개통되었다. 또한 폭은 40m, 총 연장 역시 220m로 각각 이룬다. 실질적으로 해당 다리는 한강의 연선을 이루고 있으나, 여의도가 한강의 지류에 속하고 있기 때문에 섬으로 연결되는 것과도 관계가 있기 때문이다.